# Литература Анголы
Литература Анголы развивается преимущественно на португальском языке, но также включает произведения на местных африканских языках.
Литература Анголы зародилась до обретения Анголой независимости в 1975 году. Поскольку Ангола была колонией Португалии, это страна лузофонов. Большинство авторов пишут на португальском языке, хотя португальский родной не для каждого ангольца. В 2006 году, Луандину Виейра был удостоен премии Камоэнса, хотя он отказался от неё, а также от приза в размере 128 000 долларов США по «По личным причинам».

## Зарождение письменной литературы
Письменная литература в Анголе зародилось раньше, чем аналогичное творчество в африканских колониях Англии и Франции. Ещё в XVII веке миссионерами было создано книгопечатание на местных языках. С 1780-x годов в Луанде и Бенгеле появляется независимая пресса. В 1849 г. в Луанде вышел сборник Жозе де Силвы Майи Феррейры «Излияние моей души», считающийся началом португалоязычной поэзии Африки. Образцами Феррейре служили Ламартин, Алмейда Гаррет, бразилец Гонсалвес Диаш. Можно отметить также книгу стихов фольклориста Жуакина Диаша Кордейру да Матта «Безумства» (1887). 
Сопротивление культурной ассимиляции Португальской империей началось в Анголе с журналистики и публицистики. Выходивший с 1882 г. не только на португальском, но и на кимбунду журнал «Футуру ди Ангола» («O Future de Angola») публиковал произведения начинающих литераторов. В начале следующего столетия последовали журнал «Луш и кренса» («Lus e Crenca») П. Франку и альманах «Энсаюш литерариос» («Ensayos literários») Ф. Каштелбранку, печатавшие в том числе и критику колониализма. 
Первыми собственно ангольскими романами являются «Африканские сцены» (1880) П. Ф. Машаду и «Нга Мутури» (1882) Алфреду Трони. Машадо изображает жизнь белых колонистов, опирается на опыт португальских романтиков Камилу Каштелу Бранку и Алешандре Эркулану. Известного общественного деятеля аболициониста Трони интересует судьба бывших рабов-мулатов.

## Литература XX века
Жизнь Анголы между мировыми войнами показаны в романах Антониу ди Асиса Жуниора «Тайна умершей» (1934), Фернанду Монтейру Каштру Сороменью «Мёртвая земля», «Поворот» (1957), «Язва» (1970). Для произведений Сороменью, самого значительного писателя этого периода, характерна критика португальской администрации и суеверий коренных ангольцев — «детей богов». По мотивам народных преданий написан роман Оскара Бенто Рибаса «Уанга», являющийся любимым чтением ангольцев; он переведён на европейские языки (французский, немецкий, чешский). Рибас, в отличие от Сороменью, почти не касается негативных сторон колонизации. 
Из поэтов этого периода можно назвать Томаша Виейру да Круза-старшего, его сына — Томаша Жоржи, Жералду Беса Виктора, Маурисиу ди Алмейду Гомеша. Для этих авторов характерно сочетание европейских поэтических форм (например, португальских фаду) с чувством влюблённости в африканскую Родину. Особо следует выделить Томаша Жоржи да Круза; его стихотворение «Манго, мангинья» стало популярным в Анголе и Бразилии. Отмечают перекличку отдельных мотивов его поэзии с ранним Владимиром Маяковским. В творчестве Ж. Б. Виктора (известен также как социолог, этнограф, новеллист, очеркист) сочетаются идеи лузотрапиколизма и негритюда. Литературным образцом для него является парнасская школа. Отмечен премиями в метрополии за близость «к португальским классическим образцам». Его стихи переводила на русский Инна Юрьевна Тынянова.
В 1948 г. возникло культурно-националистическое движение «Идём открывать Анголу». К нему, в частности, принадлежали поэт Агостиньо Нето и прозаик Жозе Луандину Виейра. А. Нето с литераторами-единомышленниками, также участвующими в левом национально-освободительном движении (Антониу ду Амарал Мартинш Жасинту, Вириату да Круш, Алда Лара), объединились вокруг журнала «Менсажен» («Mensagem»). В том же 1950 г. появилось «Движение новых поэтов Анголы». В Лисабоне при Доме студентов Империи было открыто издательство, до 1964 г. публиковавшее произведения писателей прогрессивного направления. 
Литература 1960-х годов тесно связана с войной за независимость Анголы. Наряду со стихами поэтов-профессионалов — А. Нето (сборники «Стихи», 1961, «С сухими глазами», 1963, «Священная надежда», 1973), А. Жанситу (сборник «Стихи», 1961), Антониу Диаша Кардозу (сборники «Уроки вещей» и «Надежда никогда не стареет», 1980), Руя Дуарти ди Карвалью (сборники «Возраст решений», 1976, «Таинственные знаки…», 1979), Арлинду Барбейтуша (сборники «Ангола, Анголе, Анголема», 1975, «Мечта», 1979) — появляется коллективная, так называемая поэзия партизанских отрядов.
Об антиколониальной борьбе пишут ведущие прозаики: Л. Виейра, Пепетела. Сборник Ж. Л. Виейры «Луунда» (1965) был удостоен премии Союза португальских писателей, что вызвало гнев диктатора Салазара. Повесть Виейры «Мы из Макулузу» входит в число ста лучших африканских книг. На русский язык переведены повесть Пепетелы (Карлоса Пестаны) «Приключения Нгунги» (1973) и отрывки из его романа «Майомбе» (1980). В этом произведении можно видеть влияние «Разгрома» А. Фадеева. Для «Майомбе» характерно изображение одного и того же события с разных точек зрения, обращение к методам магического реализма. Роман был издан также в ГДР и Чехословакии. 
В 1975 г. организован Союз писателей Анголы (Союз ангольских писателей), с 1977 г. издающий журнал «Лавра и офисина» («Lavra e Oficina») о проблемах литературного и культурно-общественного развития. Генеральными секретарями объединения были, в частности, Жозе Луандину Виейра и Роберту Франсишку де Алмейда. Заметным произведениям восьмидесятых годов является книга Пепетелы «Йака» (1984), рассказывающий историю жизни семьи португальских колонистов на протяжении почти ста лет.
Для литературы 1990-х характерно критическое осмысление опыта независимого развития страны. Таковы произведения Пепетелы «Собака и жители Луанды», «Поколение утопистов», а также Жозе Эдуарду Агуалузы «Продавец прошлого»; в них даются сатирические портреты представителей новой постколониальной элиты. В «Поколение утопистов» показывается, как гражданская война уничтожила веру в идеалы освободительной борьбы. Выразитель авторской позиции Анибал предсказывает, что в Анголе появится «самый варварский капитализм, какой только существовал когда-либо на земле».
Заметно развитие жанра исторического романа. К нему обращаются Пепетела («Время фламандцев») и Энрики Абраншиш («Топорик Фети», «Клан Новембрину», «Тропа войны»).

## XXI век. Ангольская академия литературы
В 2016 году была создана Ангольская академия литературы, которая является некоммерческой частной ассоциацией культурного и научного характера. Устав, опубликованный в Diário da República № 57 III Series от 28 марта 2016 года, имел в качестве учредителей ангольских писателей Энрике Лопеша Герра, Антониу Ботельо де Васконселос и Боавентура да Силва Кардозу, покровителем которых был первый президент Анголы, Агостиньо Нето.  
Многими международными наградами отмечен дебютировавший в 2000 году автор поэзии, автобиографической, детской и другой прозы Онджаки.  

## Фольклор
Существует богатое народное творчество. Поэт Ж. Диаш Кордейру да Матта в 1891 г. издал книгу: «Народная мудрость в ангольских пословицах». Писатель Оскар Рибаш опубликовал книгу «Ангольские обряды и божества» (1958) и собрал около 100 сказок и пословиц в трёхтомнике «Мисосо» (1961—1964). Фернанду Монтейру Каштру Сороменью на основе народных преданий написал «Историю Чёрной Земли» (т. 1—2, 1960, есть русский перевод). Также появились сборники народных песен на местных языках, начиная с «Народного ангольского песенника» на умбунду (1962, составитель Г. Ламба).

## Сборники переводов на русский
- Дорога. Рассказы и повести ангольских писателей. — М., 1964.
- Возвращение. Современная проза Анголы. — М., 1983.
- Современная ангольская поэзия. — М., 1985.